# Mats Werner
Mats Rune Werner (ur. 1 czerwca 1953 w Värnamo) – szwedzki piłkarz występujący na pozycji obrońcy lub napastnika.
W barwach Hammarby IF rozegrał 251 spotkań i zdobył 46 bramek w Allsvenskan. Wraz z Hammarby wywalczył wicemistrzostwo Szwecji w 1982, a także dwukrotnie osiągnął finał Pucharu Szwecji (1977, 1983). W sezonie 1979 został też królem strzelców Allsvenskan (14 goli).
W reprezentacji Szwecji zadebiutował 1 czerwca 1976 w wygranym 2:0 towarzyskim meczu z Finlandią, a 11 sierpnia 1976 w wygranym 6:0 towarzyskim pojedynku z tym samym rywalem strzelił swojego jedynego gola w kadrze. W latach 1976–1979 w drużynie narodowej rozegrał sześć spotkań.